# 39e corps d'armée (France)
Pour les articles homonymes, voir 39e corps d'armée.
le 39e corps d'armée est un corps d'armée de l'armée française. Il est créé au cours de la Première Guerre mondiale. Il tient une partie du front dans le secteur de Lorraine et participe au cours de l'année 1917 à la bataille de la Malmaison. Avec la crise des effectifs, le 39e corps d'armée est dissous à la fin de 1917. 

## Création et différentes dénominations
- 26 mars 1916 : Création du 39e Corps d'Armée par ordre du 22 mars 1916
- 1er décembre 1917 : Dissolution par ordre du 26 novembre 1917

## Chefs de corps
- 26 mars 1916 - 1er décembre 1917 : Général de division Deligny

## Composition
- 74e Division d'Infanterie d'avril 1916 à juin 1917
- 129e Division d'Infanterie d'avril 1916 à juin 1917
- 67e Division d'Infanterie de juin à décembre 1917
- 88e Division d'Infanterie de juin à décembre 1917

- 47e Régiment d'Infantrerie Territoriale juin 1917
- 1er Régiment de Dragons de mai 1916 à juillet 1917 (dissolution)
- 12e Régiment de Hussards de juillet à décembre 1917
- 1er groupe de 75 du 4e Régiment d'Artillerie de Campagne d'août 1916 à décembre 1917
- 1er groupe de 75 du 33e Régiment d'Artillerie de Campagne de juin 1916 à décembre 1917
- 1 groupe de 120L du 110e Régiment d'Artillerie Lourde d'avril 1916 à décembre 1917
- 1 groupe de 95 du 110e Régiment d'Artillerie Lourde d'avril 1916 à décembre 1917
- Compagnies 2/3T et 3/52T du 3e Régiment du Génie
- Compagnie 9/19 du 6e Régiment du Génie

## Première Guerre mondiale
- 1er avril 1916 : constitution
- 1er avril - 21 octobre 1916 : occupation d'un secteur entre Lanfroicourt et Pont-à-Mousson :

4 mai, extension du secteur, à droite, jusqu'à Bezange-la-Grande.
23 juillet, extension à droite jusqu'au Sânon.
- 24 octobre 1916 - 2 juillet 1917 : retrait du front. À partir du 26 octobre, occupation d'un secteur entre la Moselle et l'étang de Vargévaux :

22 novembre, déplacement du secteur vers la droite, entre Limey et Lanfroicourt.
17 décembre, extension à droite jusqu'à Brin-sur-Seille.
- 2 juillet - 3 août 1917 : retrait du front, mouvement vers Bayon ; instruction au camp de Saffais.

À partir du 16 juillet, transport par voie ferrée vers Fère-en-Tardenois, puis mouvement vers Oulchy-le-Château et Longpont, repos.
- 3 août - 1er décembre 1917 : occupation d'un secteur vers Braye-en-Laonnois et le Panthéon.

10 août : violentes attaques allemandes.
23 au 27 octobre : engagé dans la Bataille de la Malmaison : prise de Filain et de l'Épine de Chevregny. Puis organisation du front sur l'Ailette
21 novembre : secteur étendu, à droite, au nord-est de Cerny-en-Laonnois.
- 1er décembre 1917 : dissolution.